# Saint-Lunaire

Saint-Lunaire este o comună în departamentul Ille-et-Vilaine, Franța. În 1 ianuarie 2022 avea o populație de 2.647 de locuitori.